# Mer de la Sérénité
Mare Serenitatis
Mare Serenitatis

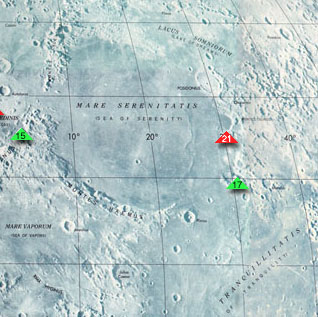
Carte de Mare Serenitatis. Les flèches indiquent le site d'atterrissage de Luna 21, Apollo 15 et Apollo 17.

La mer de la Sérénité, en latin Mare Serenitatis, est une mer lunaire immédiatement à l'est de la mer des Pluies (Mare Imbrium). Elle se situe dans le bassin de la Sérénité, qui remonte à l'époque du nectarien. 

## Caractéristiques
Cette mer circulaire est classée, par sa superficie (303 000 km2), au sixième rang des mers lunaires.
Le matériau autour de la mer est de l'imbrien inférieur tandis que le matériau de la mer remonte à l'imbrien supérieur. Le basalte de cette mer recouvre la plus grande partie du bassin (notamment ses cratères) et déborde dans Lacus Somniorum au Nord-Est. Mare Serenitatis est l'une des mers qui présente des teintes différentes marquées, bien visibles lorsque le soleil est haut sur la région. Ces teintes résultent de l'albedo différent des flots de lave, montrant qu'il y a eu plusieurs épisodes de volcanisme.
Le cratère le plus important de la région est Posidonius, situé sur le rempart nord-est de cette mer : il comporte un système de failles internes (dues à des remontées de lave subsidente entrées dans l'arène de Posidonius) et la Dorsa Smirnov (plissements dus au refroidissement de lave) forme une vague à son niveau. La mer de la Sérénité est reliée à la mer de la Tranquillité (Mare Tranquillitatis) au sud-est et à la mer des Vapeurs (Mare Vaporum) au sud-ouest. Les flots de lave ont remonté partiellement dans l'arène de Posidonius et envahi complètement le cratère Le Monnier, ne laissant qu'une baie ouverte sur la mer.
Luna 21 et Apollo 17 se sont posés en bordure de cette mer, dans la région de la chaîne de montagne Montes Taurus, tandis que des restes de Lunokhod 2 subsistent dans le cratère Le Monnier. Ce robot russe a parcouru plus de 39 km sur la mer en 1973. Il détenait le record de la plus grande distance parcourue sur un autre astre que la Terre, et ne fut battu que par le robot américain Opportunity (plus de 40 km parcourus sur Mars) en 2014.